# Alstonia quaternata
Alstonia quaternata är en oleanderväxtart som beskrevs av Heurck, Müll. Arg.. Alstonia quaternata ingår i släktet Alstonia och familjen oleanderväxter. Inga underarter finns listade i Catalogue of Life.